# Norrlandsoperan
Norrlandsoperan (šved.: Norlandska opera, Sjevernozemaljska opera), operna kuća u Umeu u Švedskoj.
Norrlandsoperan je osnovan 1974. kao regionalni operni ansambl. Danas je operna kuća sa simfonijskim orkestrom i prostorima za izvedbu opere, plesa, glazbe i raznih vrsta umjetnosti, kao i radionica i studija. Aktivnosti uključuju i festival "MADE Umeå Jazz Festival". Nekoliko produkcija Norrlandsoperana ide na turneje i izvan Vesterbotenskog lena.
Norrlandsoperan AB (šved.: Sjevernozemaljska opera d. d.) u vlasništvu je općine Umea preko Umeå Kommunföretaga AB (40 posto; šved.: Umejsko općinsko poduzeće d. d.) i Västerbottens läns landstinga (60 posto; šved.: Vesterbotenska lenska zemaljska skupština).
Misija je proizvoditi, promicati i razvijati umjetničke aktivnosti pod motom "Norrlandsoperan - okupljalište za nove izričaje". Od jeseni 2009. direktor i umjetnički ravnatelj kuće je Kjell Englund, a dirigent Rumon Gamba.

## Vanjske poveznice
- Norrlandsoperan – službene stranice (šved.) (engl.)